# Вулиця Степана Бандери (Вінниця)
Вулиця Степана Бандери — вулиця в центральній частині Вінниці, названа на честь діяча українського національно-визвольного руху Степана Бандери.
Перетинається з такими вулицями: Архітектора Артинова, Гоголя, Владислава Городецького, Валентина Отамановського, Міліційна, Василя Стуса, Малиновського.
На вулиці розташовані: обласна бібліотека для юнацтва, обласна науково-медична бібліотека, театр ляльок «Золотий ключик», «Правекс-банк» тощо.

## Історія
25 листопада 2022 року Вінницька міська рада перейменувала вулицю Льва Толстого на вулицю Степана Бандери.

## Галерея

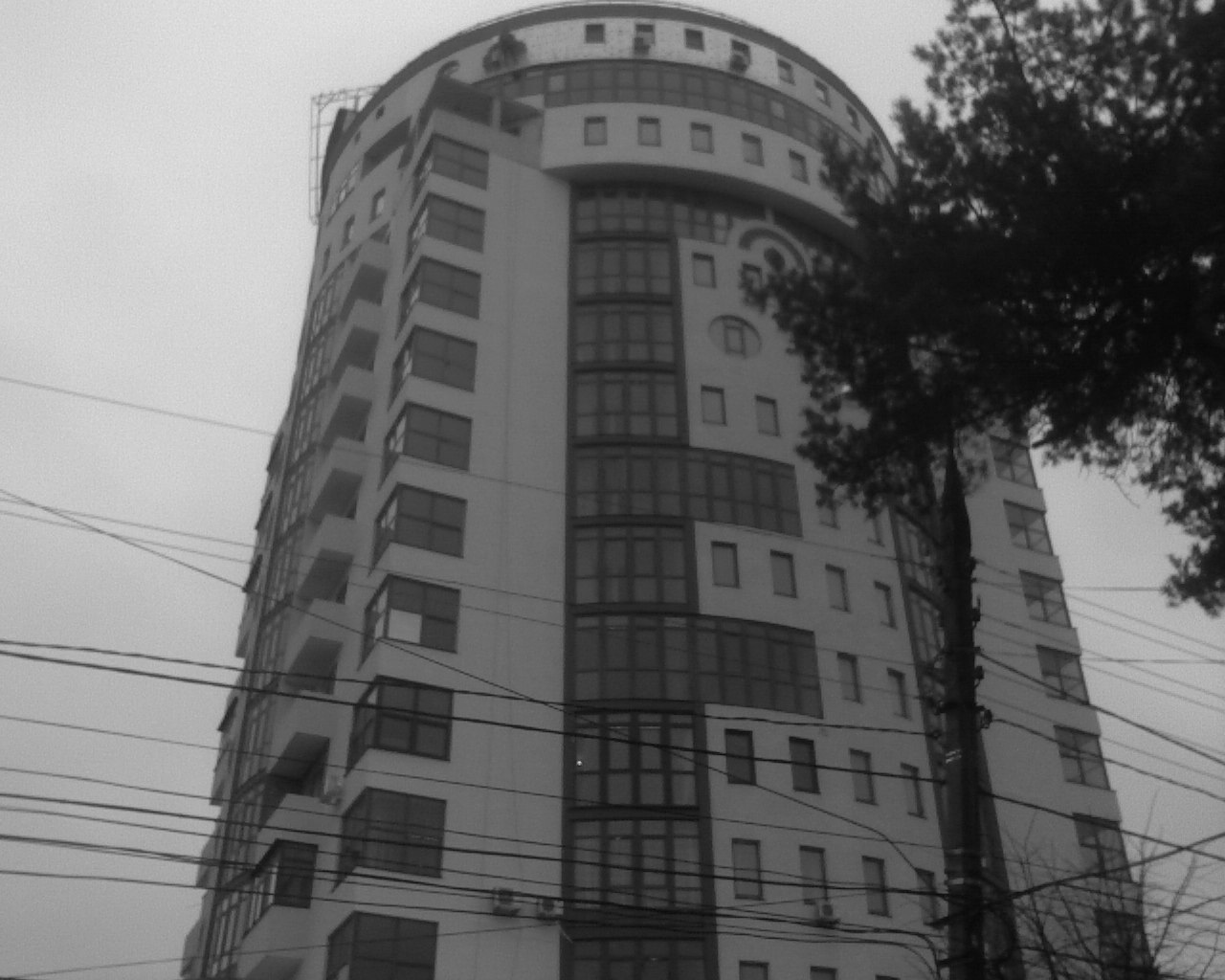
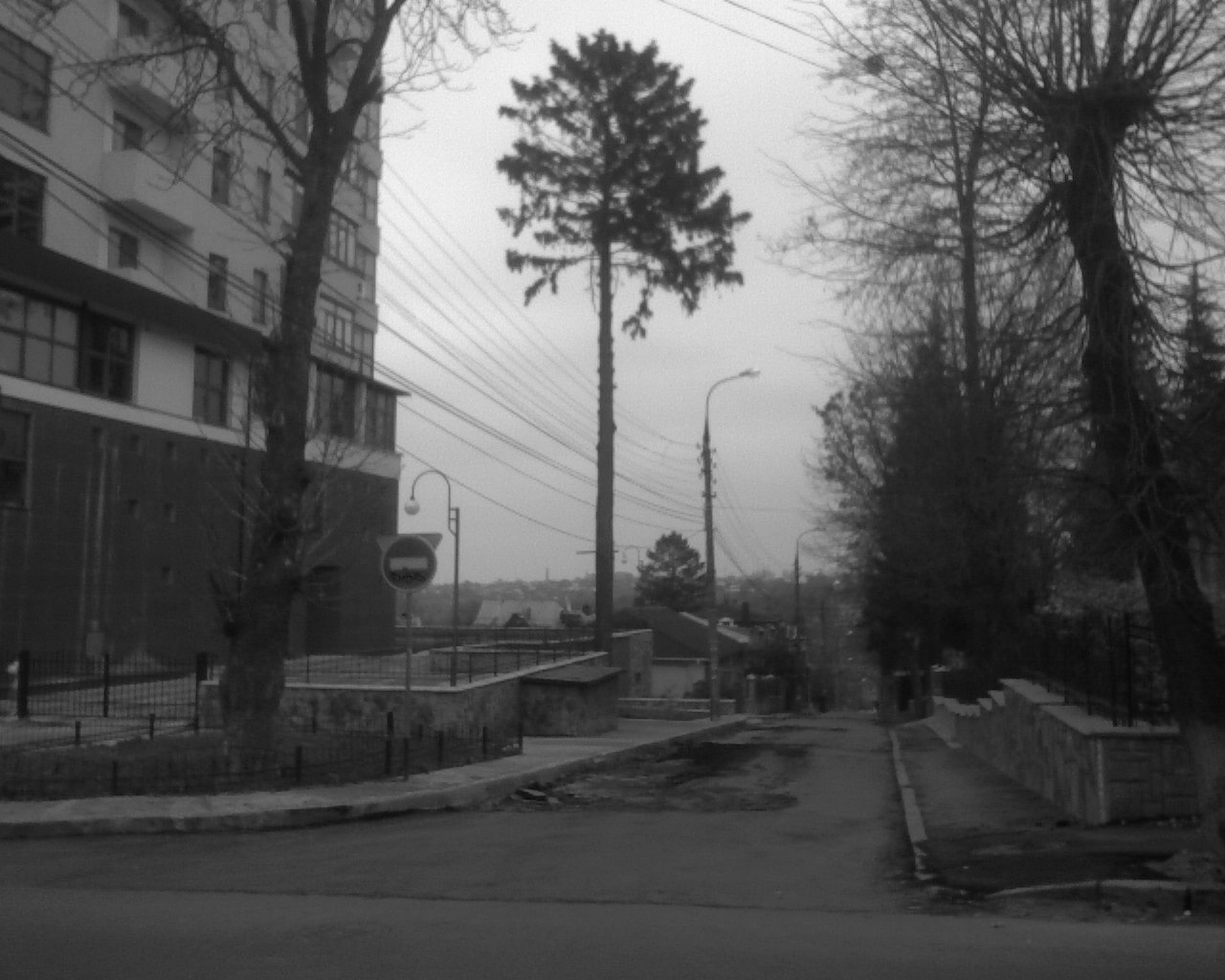
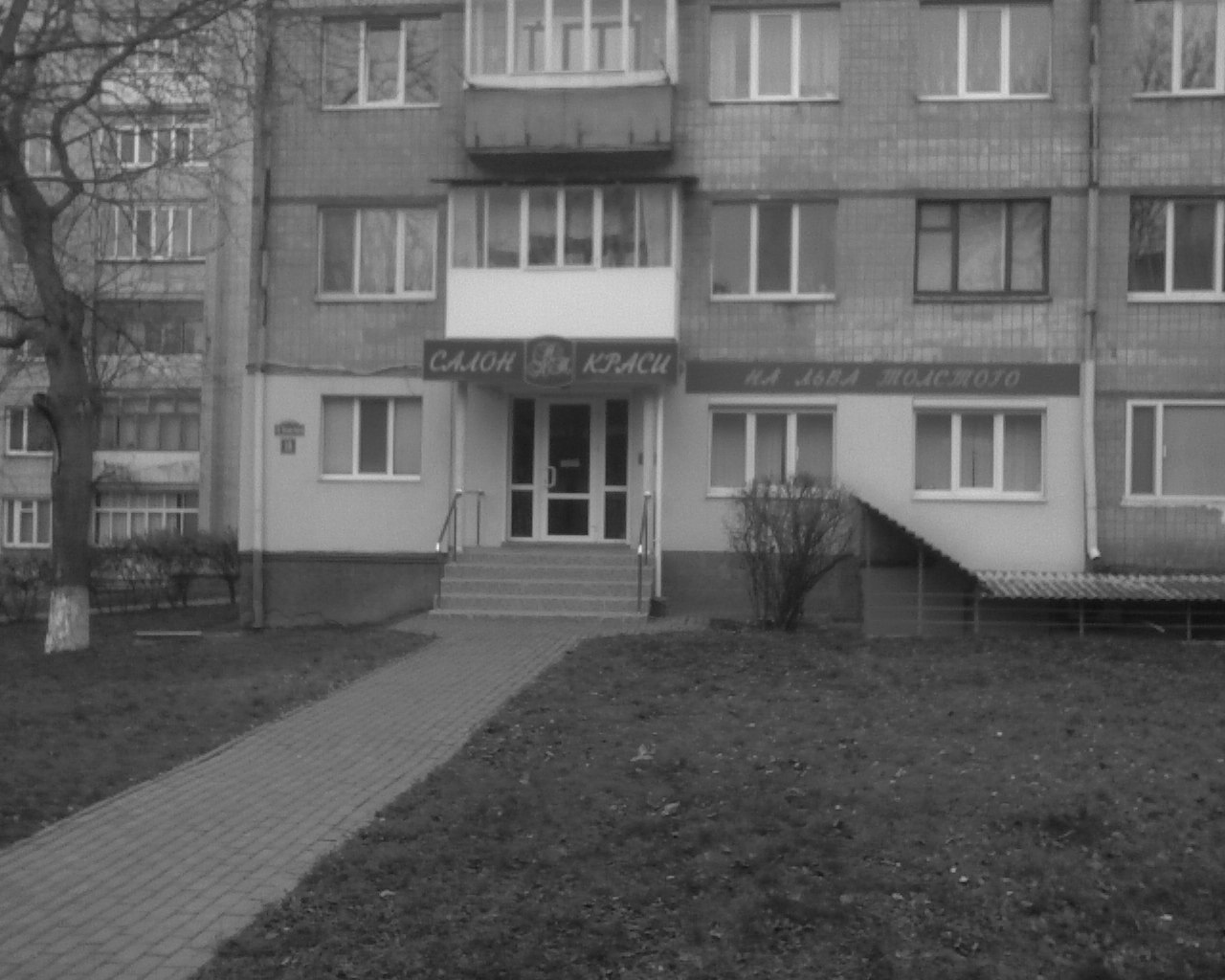
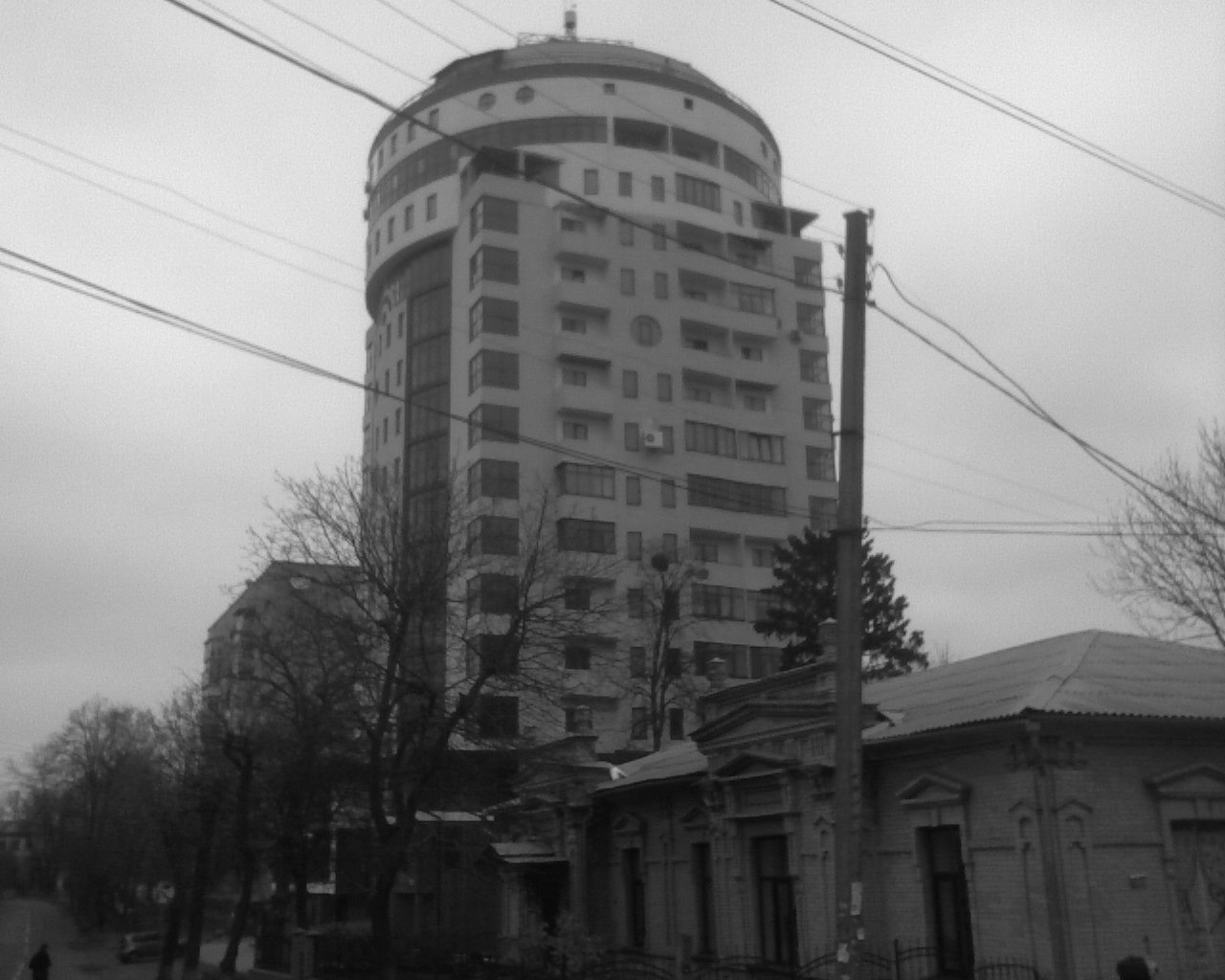
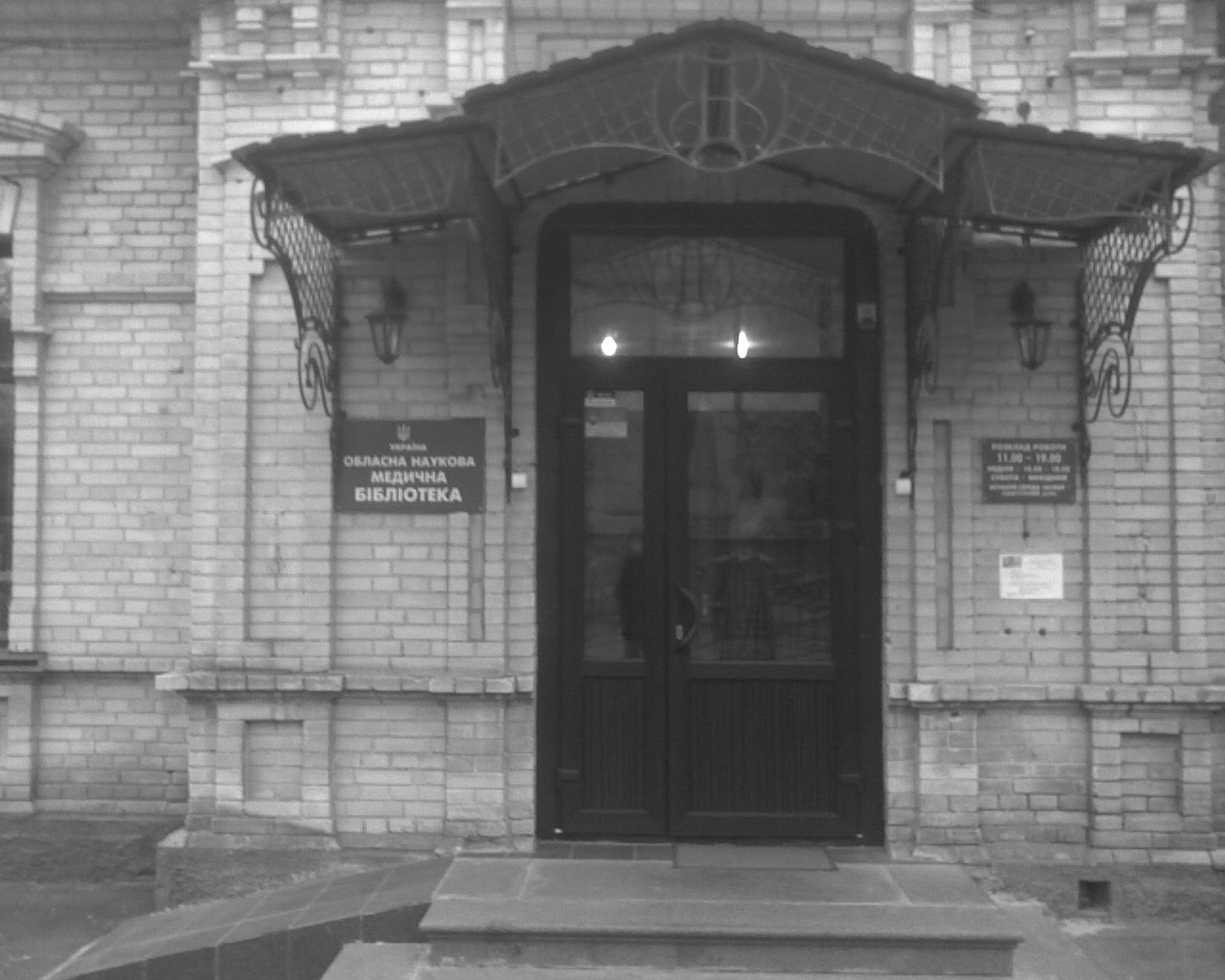
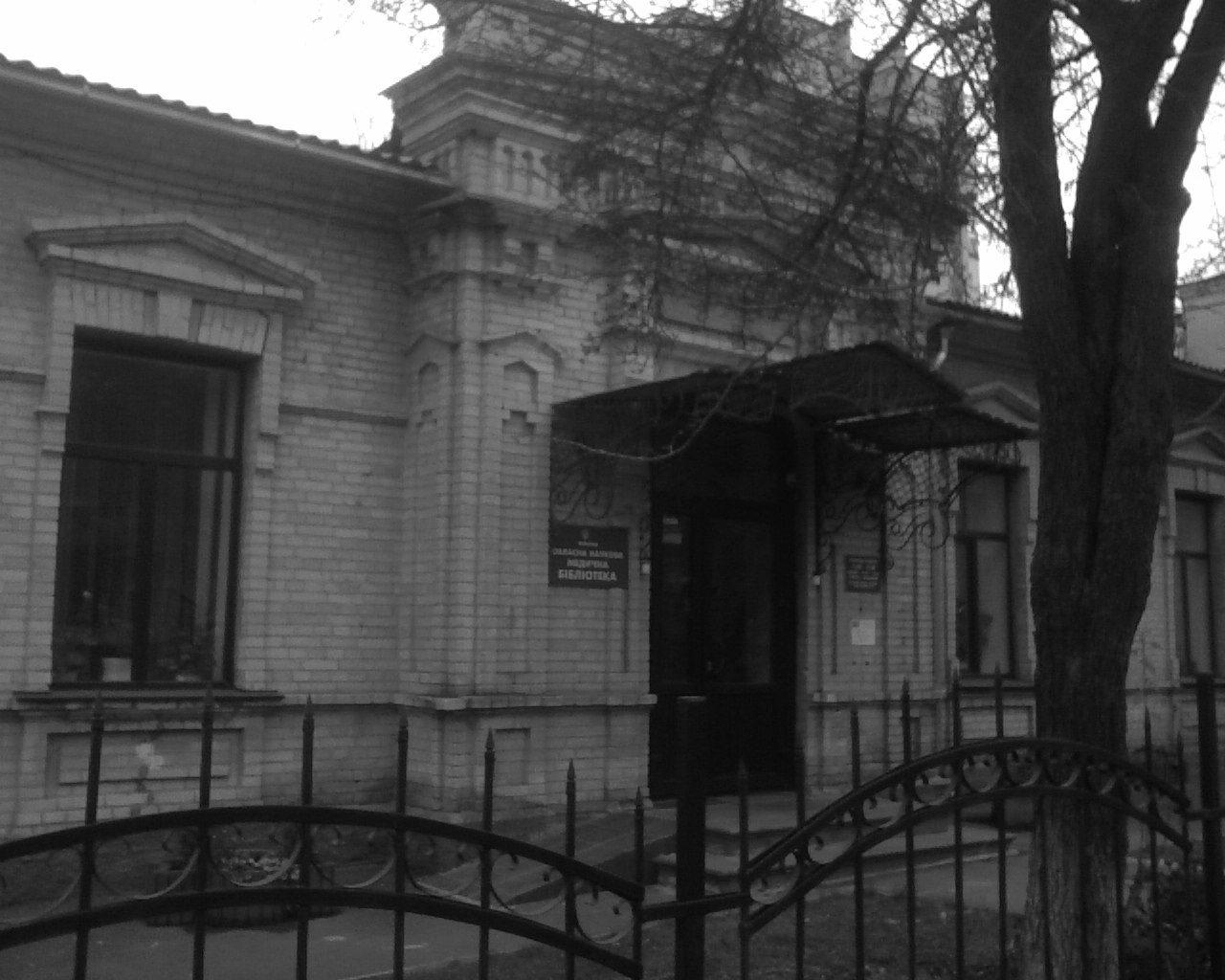
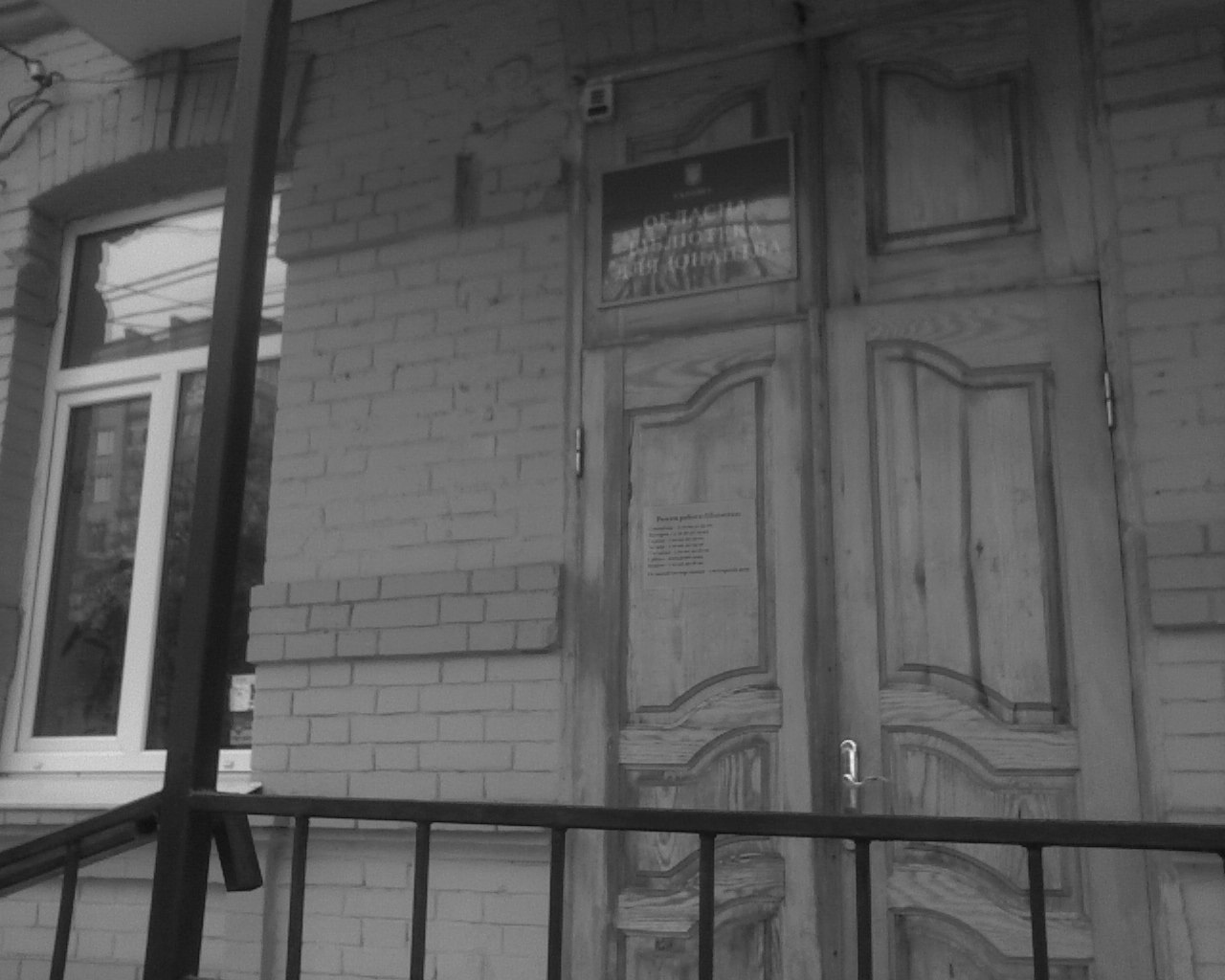
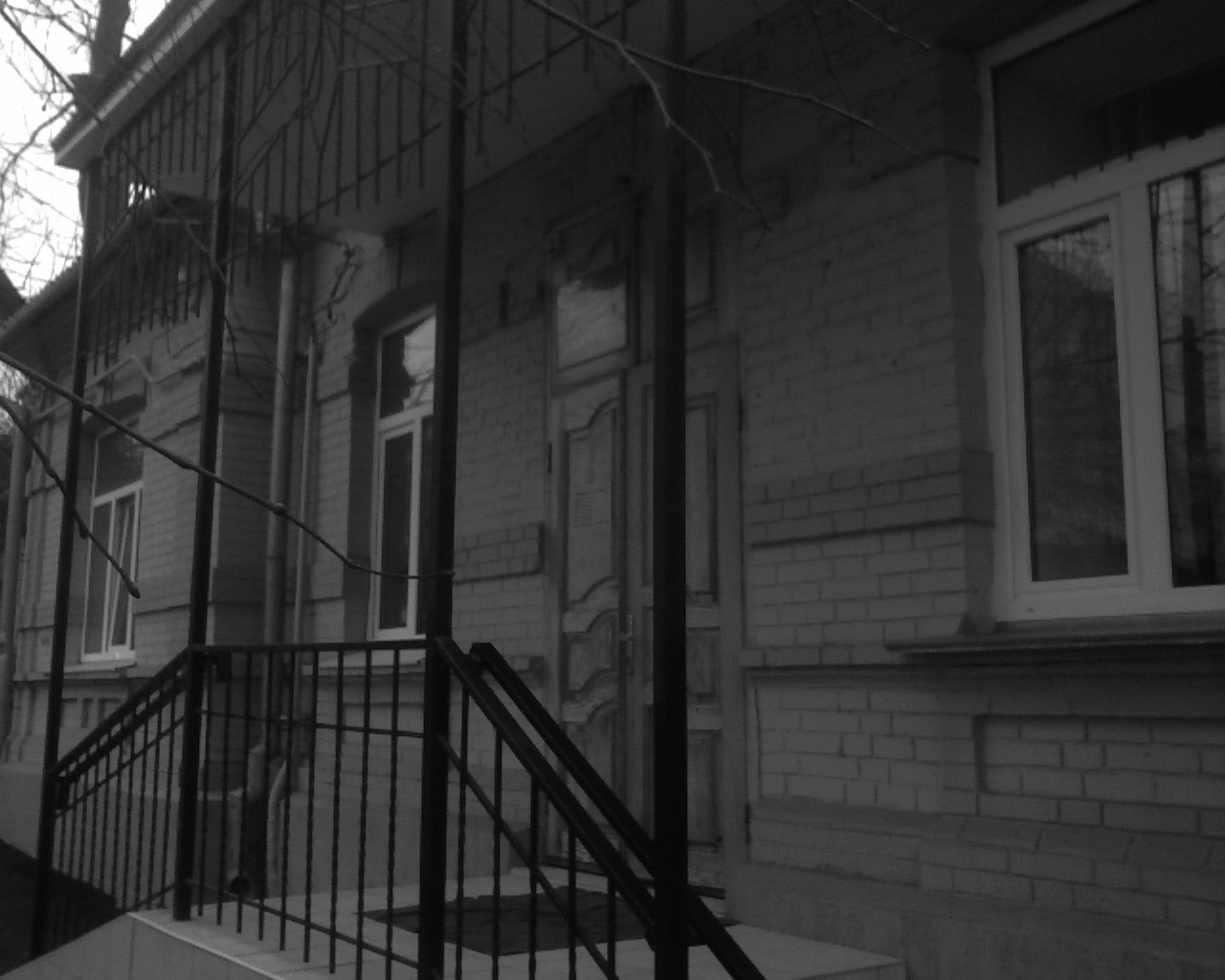
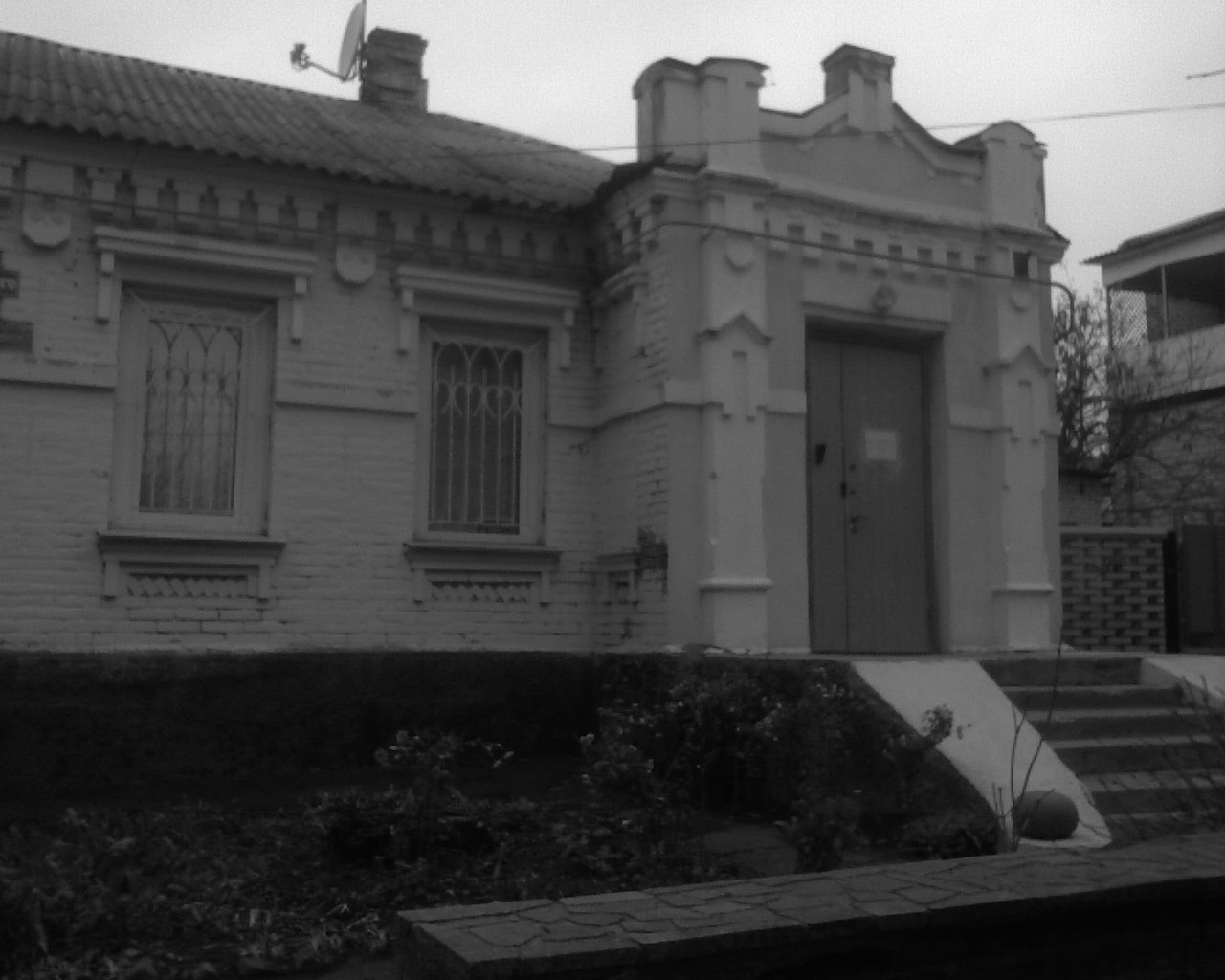
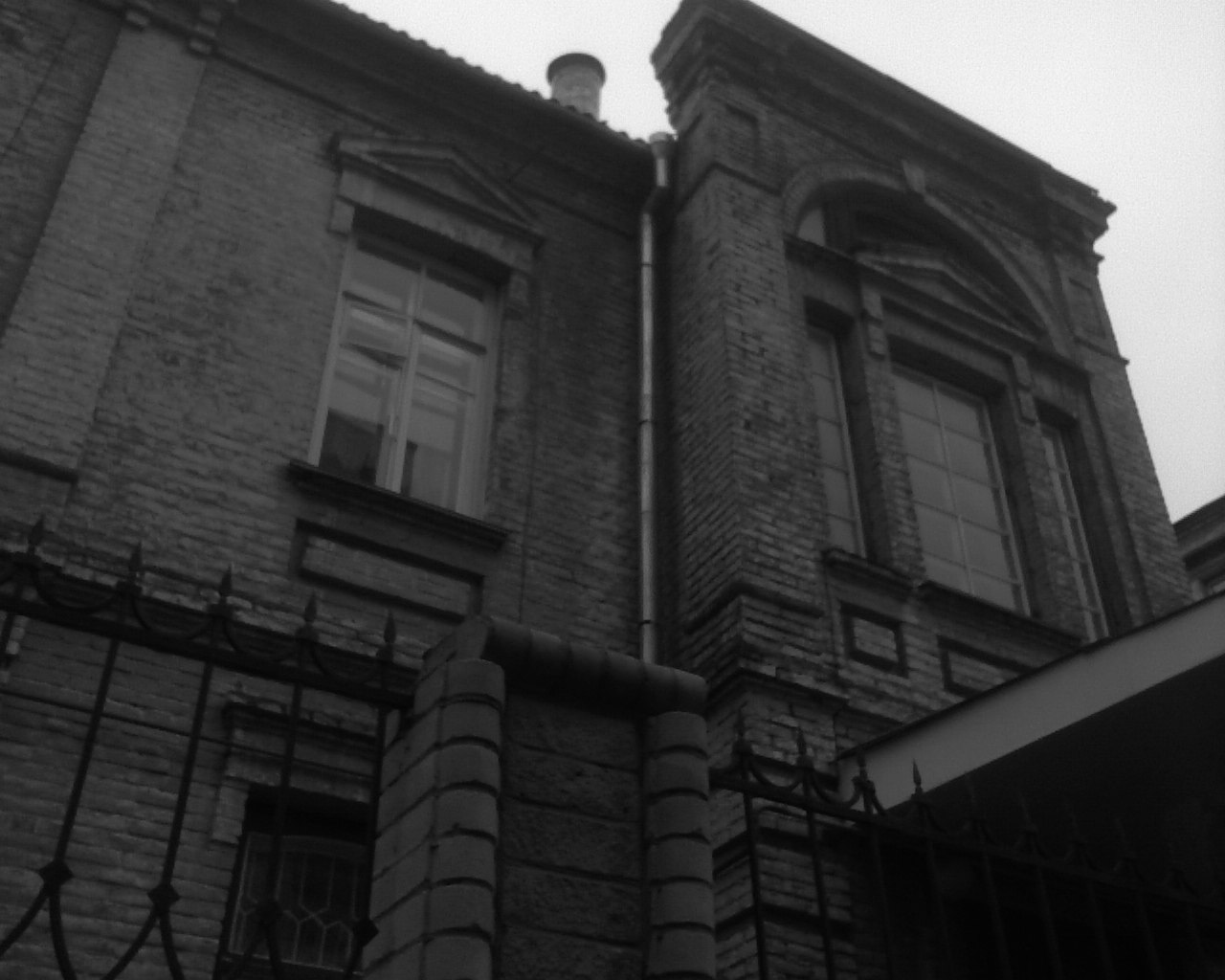
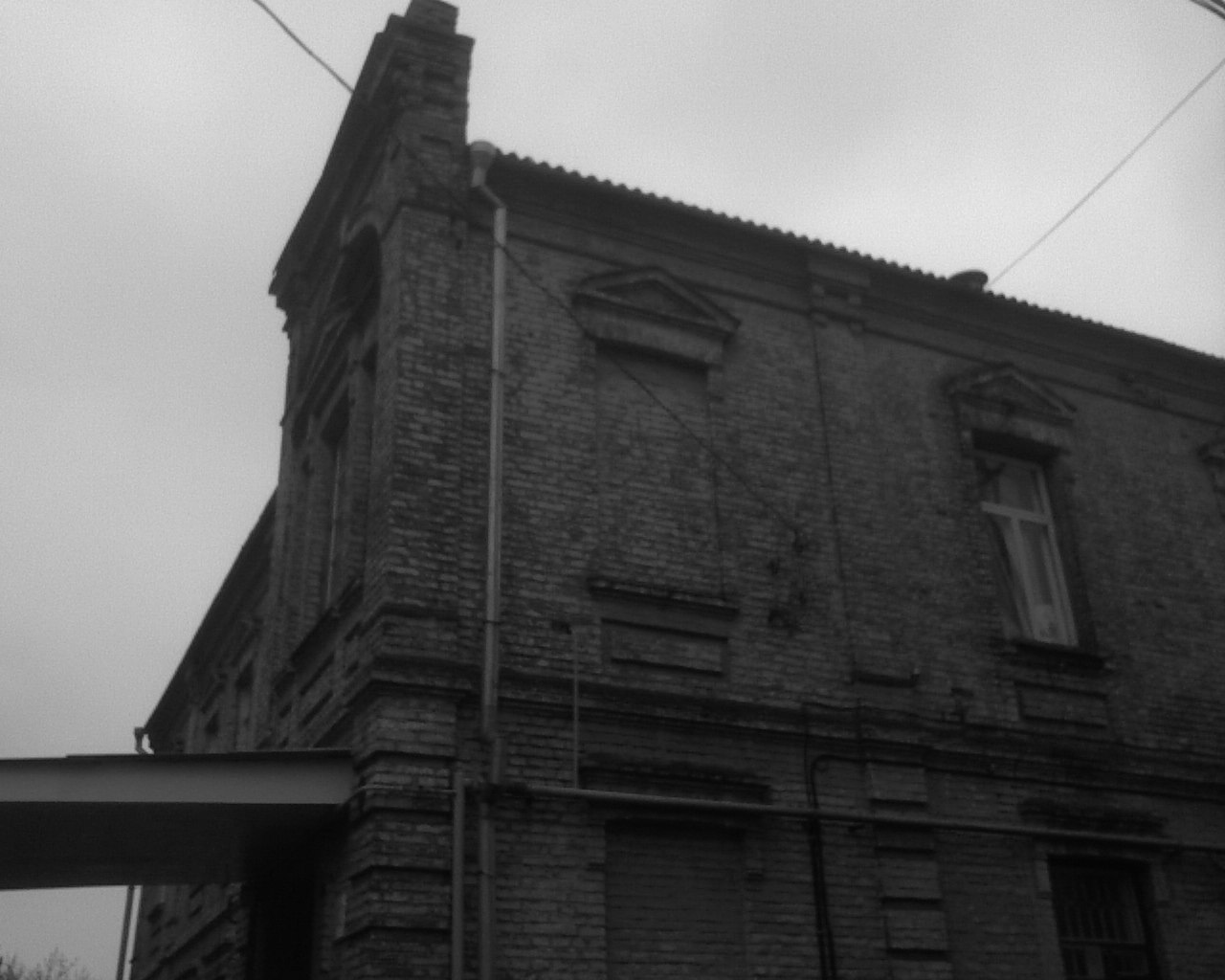
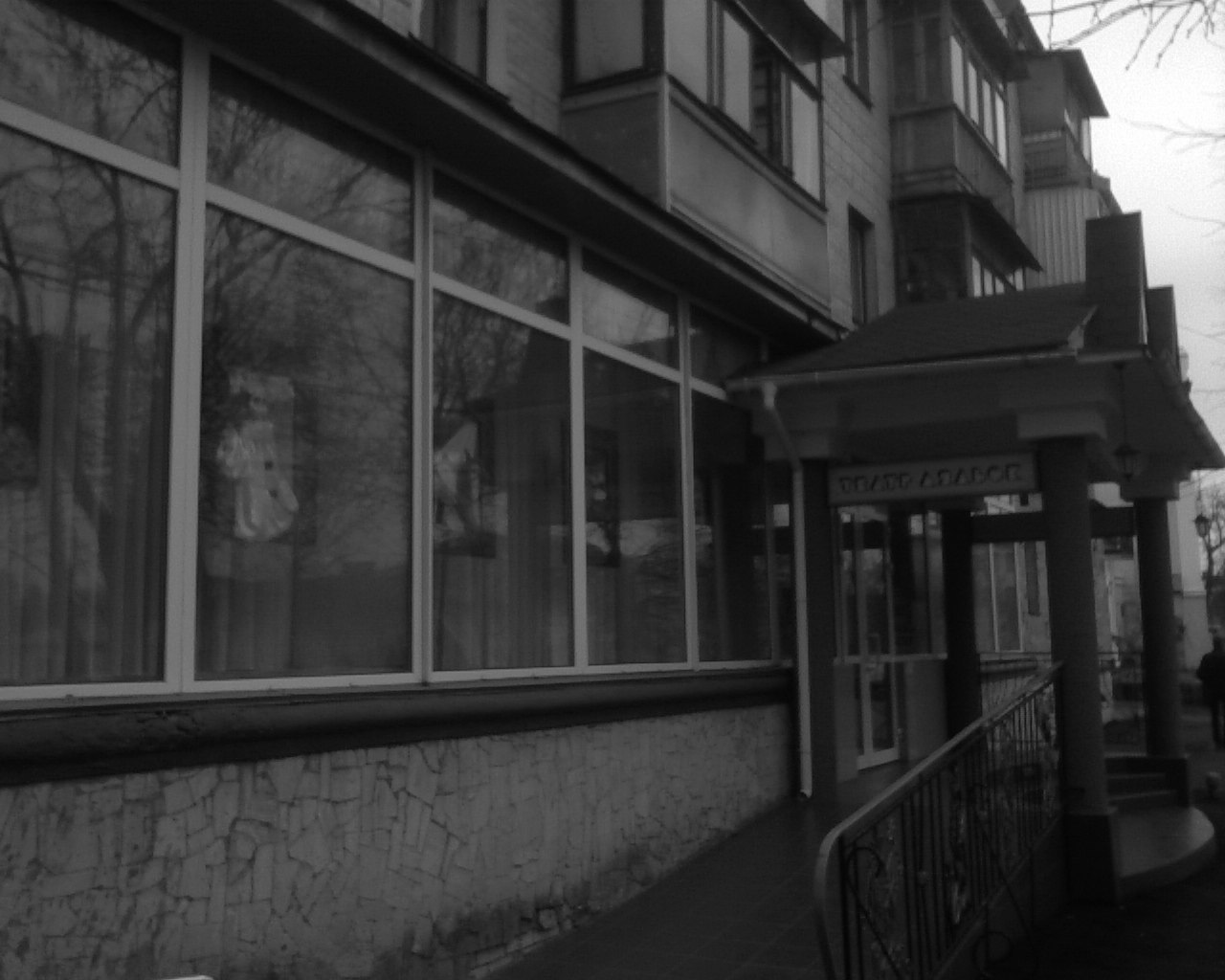
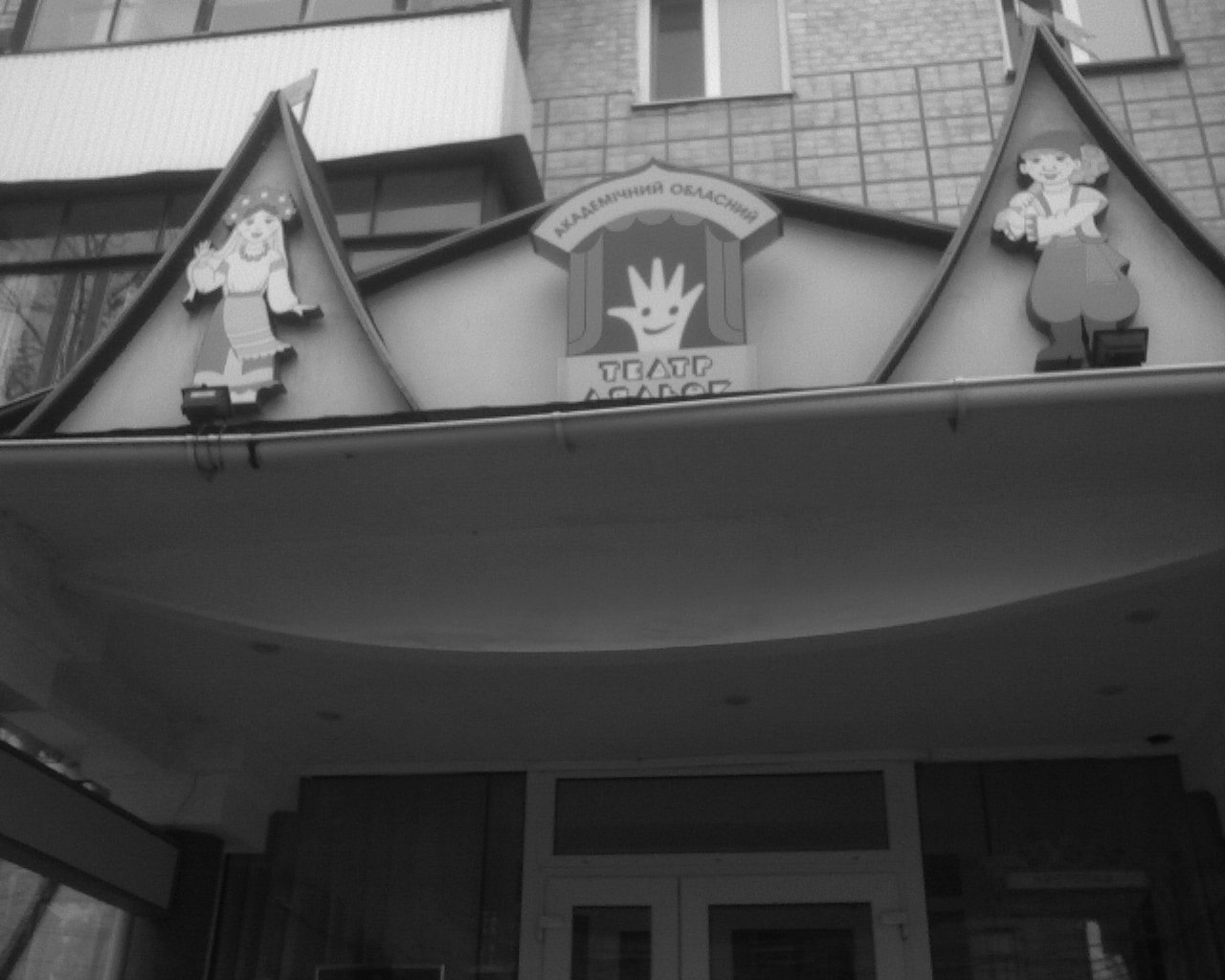
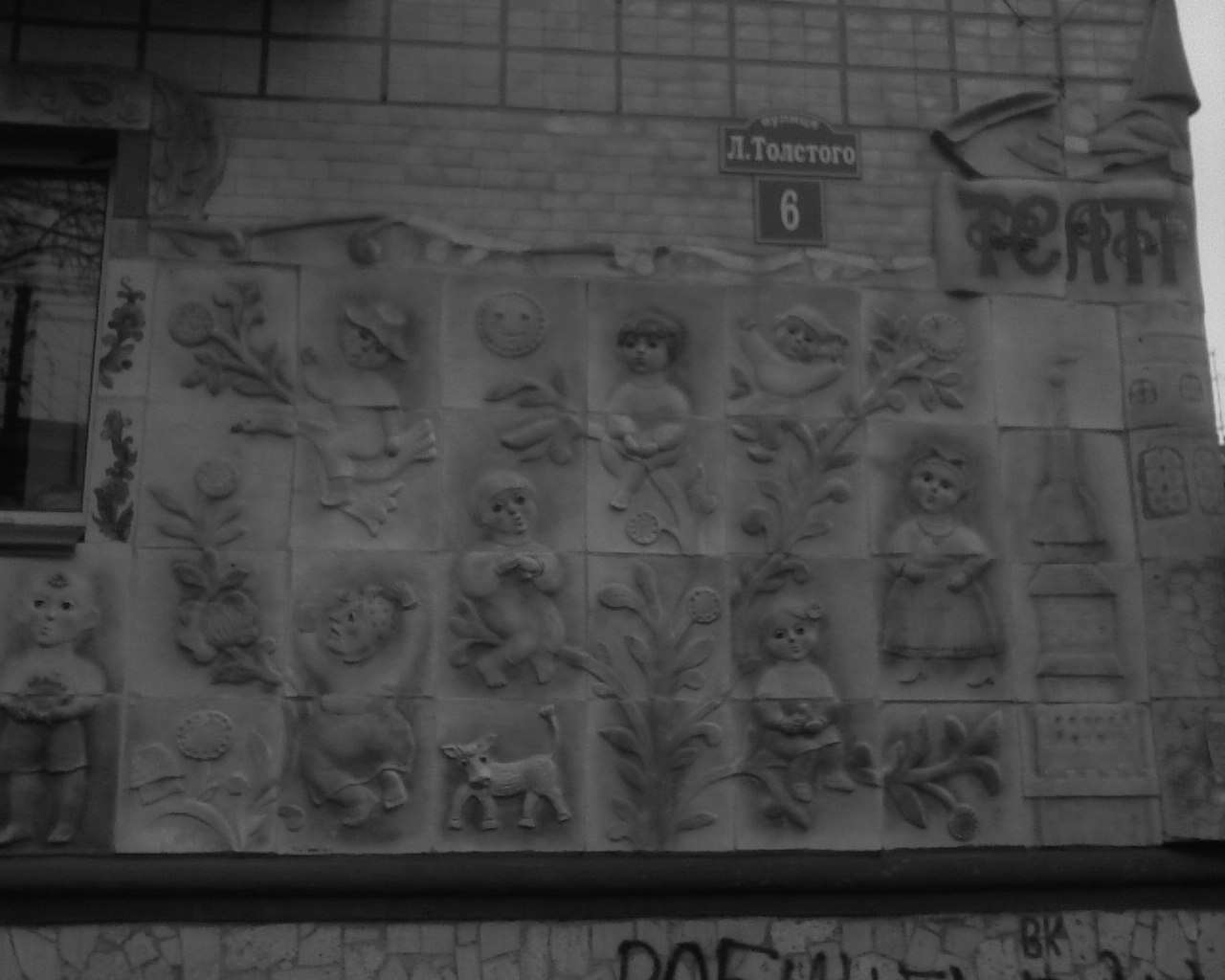
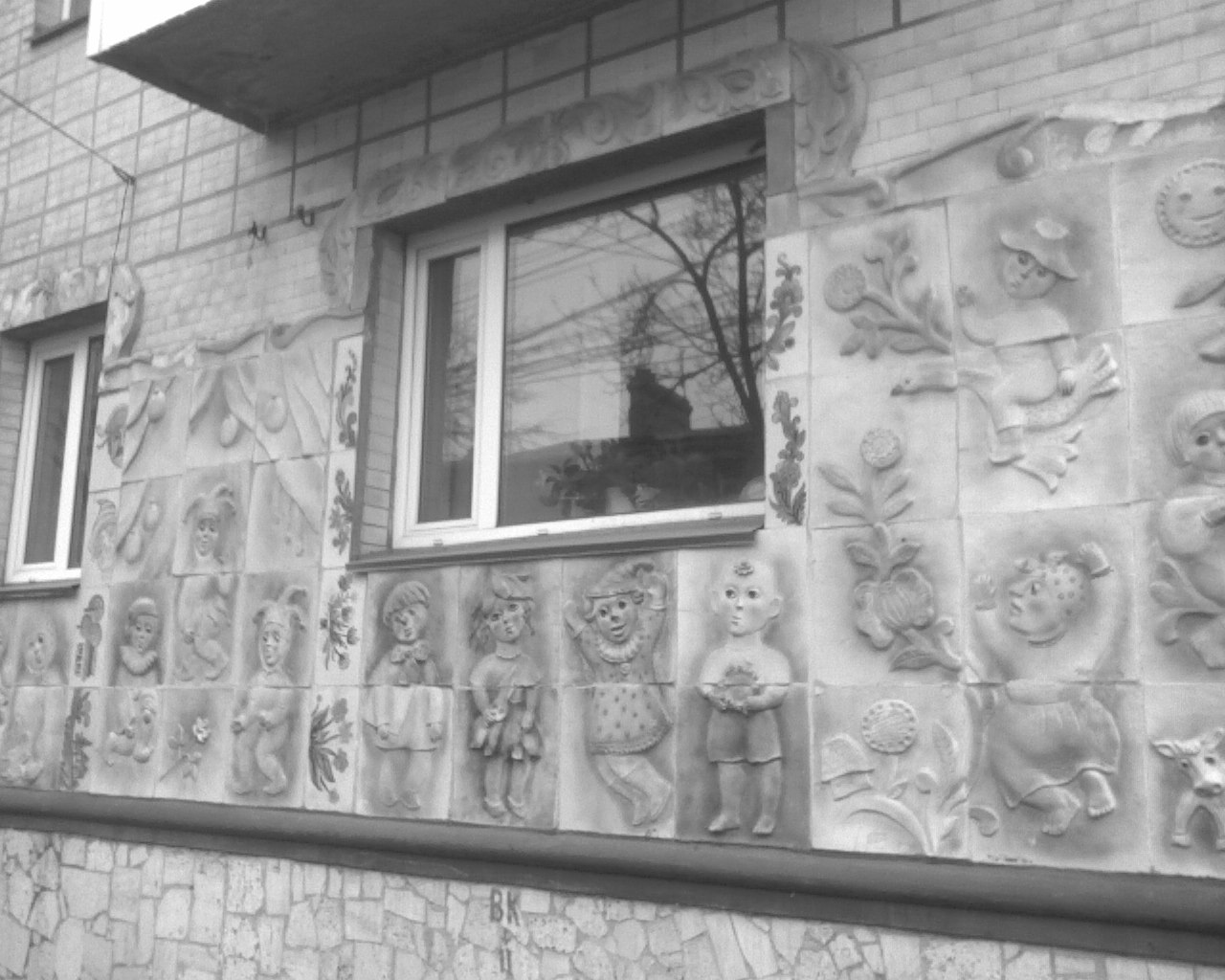
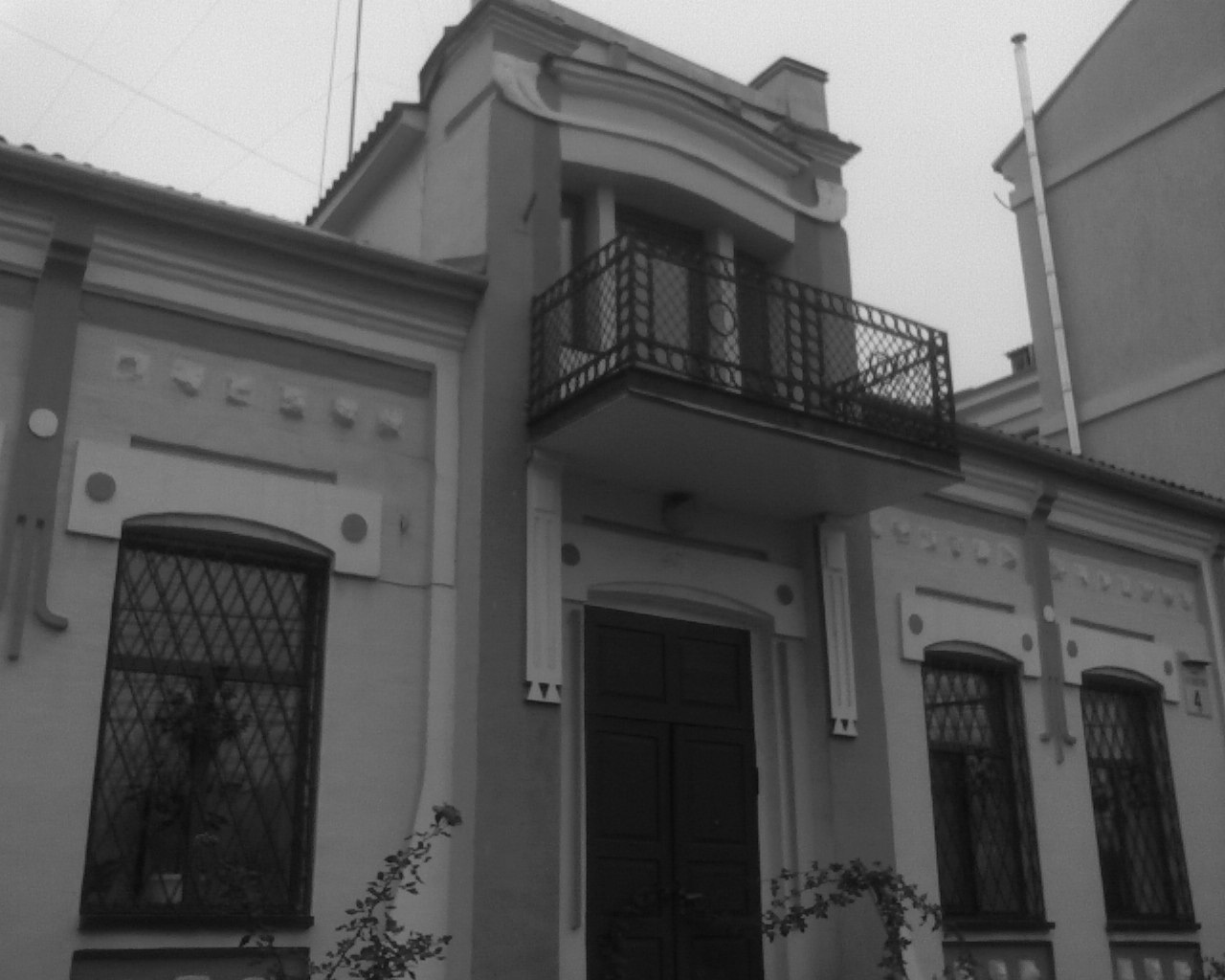
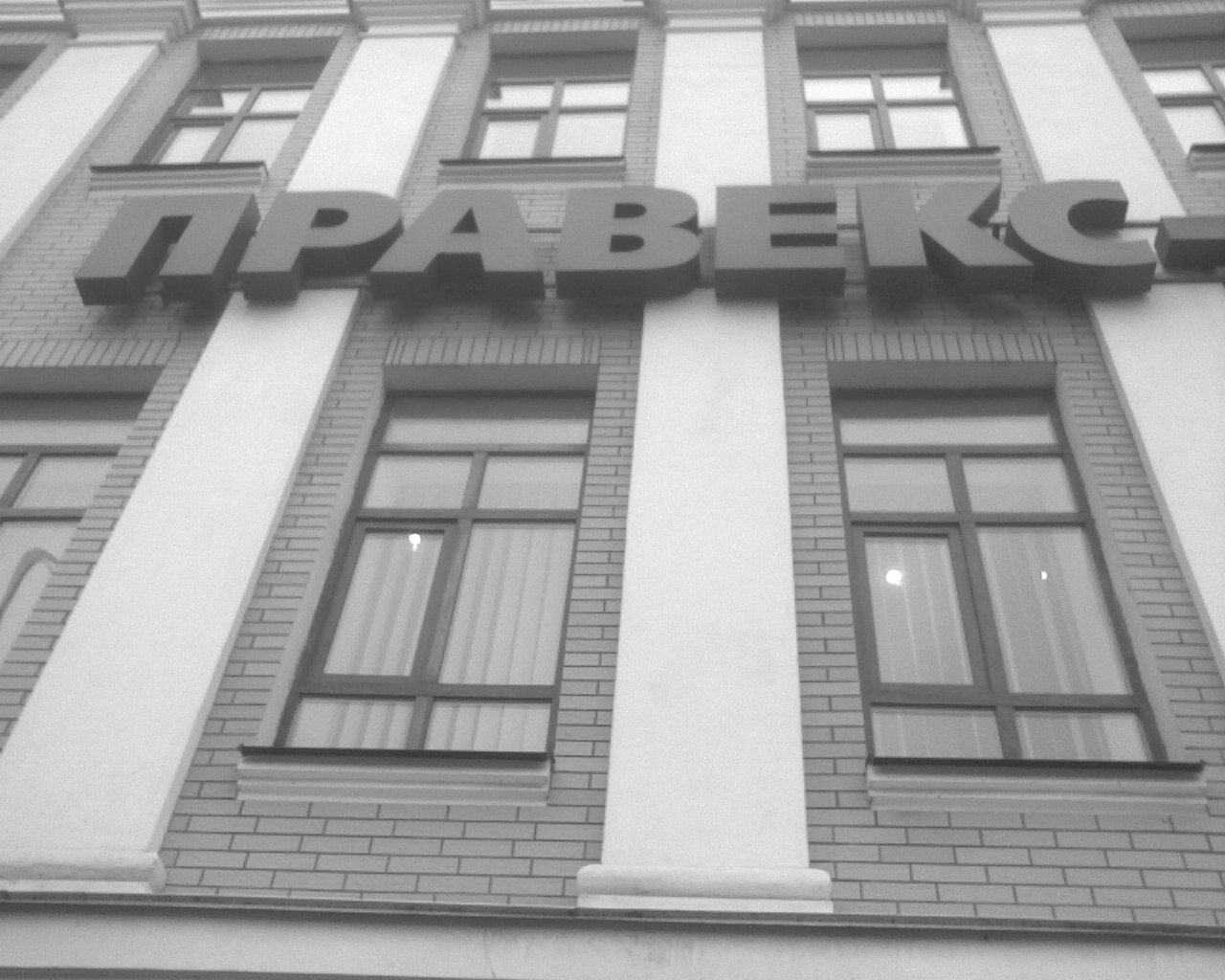
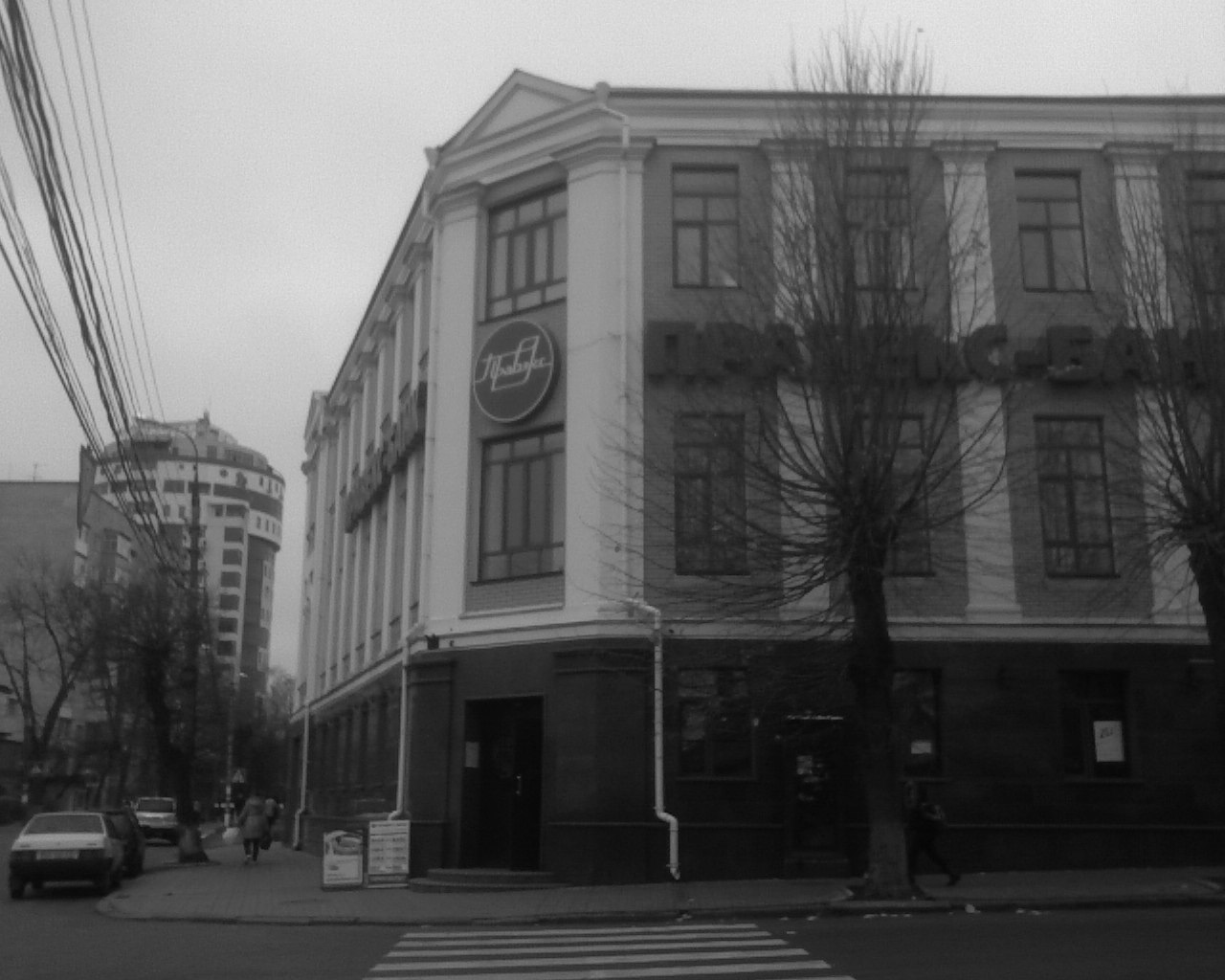